# Chocolate Hills

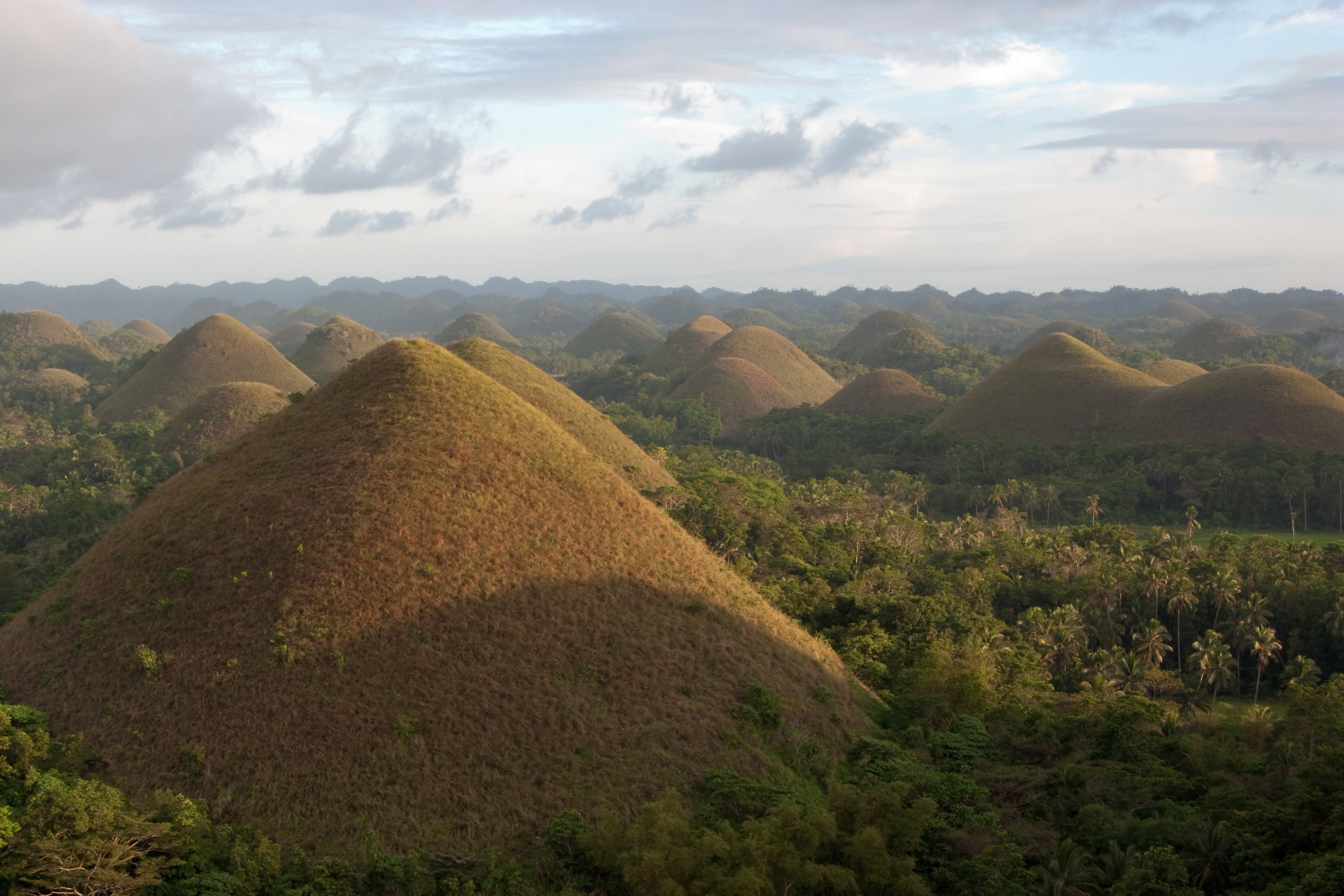

Le Colline del Cioccolato (in inglese Chocolate Hills, in tagalog Tsokolateng Burol, in cebuano Mga Bungtod sa Tsokolate) sono una formazione geologica situata nella provincia di Bohol, nelle Filippine. Vi sono almeno 1.260 colline, ma il numero può salire fino a 1.776 secondo i criteri usati; alte tipicamente tra i 30 e i 50 m (la più alta si eleva di 120 m rispetto alla base), sono sparse in un'area di oltre 50 km². Sono coperte di erba verde che diventa marrone (come il cioccolato) durante la stagione secca, da cui il nome.
Le Colline del Cioccolato sono una famosa attrazione turistica di Bohol. Esse sono presenti nella bandiera provinciale e simboleggiano l'abbondanza di attrazioni naturali della provincia. Sono nella lista delle destinazioni turistiche nelle Filippine dell'Autorità Turismo delle Filippine; sono state dichiarate monumento geologico del paese e proposte per l'inserimento tra i Patrimoni dell'Umanità dell'UNESCO.